# نمای هلندی

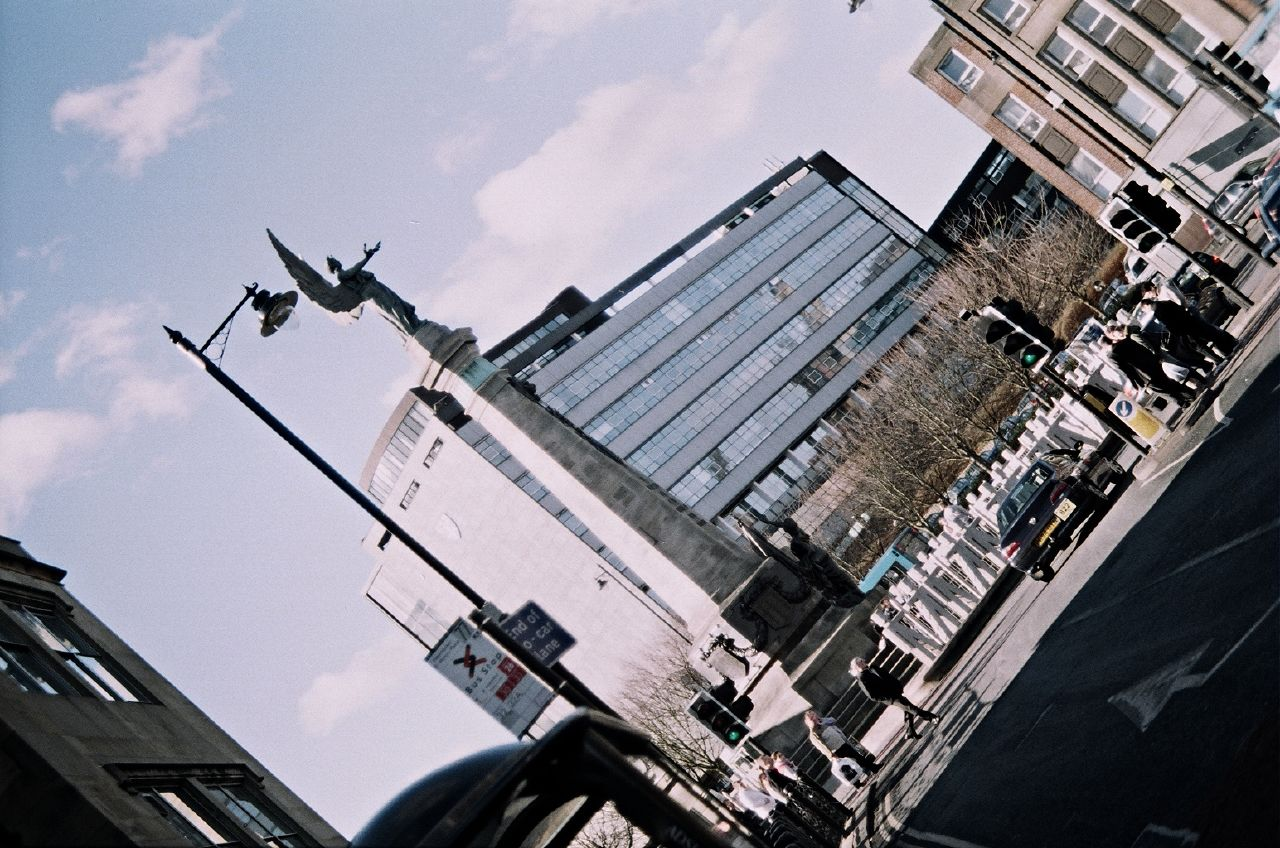
نمای هلندی از یک خیابان

نمای هلندی (انگلیسی: Dutch angle) نمای کج یا زاویه‌داری که در آن خط افق و اشیا در صحنه به‌صورت مایل دیده شوند.در این گونه نما، خطوط افقی و عمودی در صحنه چنان فیلم‌برداری می‌شوند که نسبت به خطوط چارچوب قاب، مایل دیده شوند.

## گالری

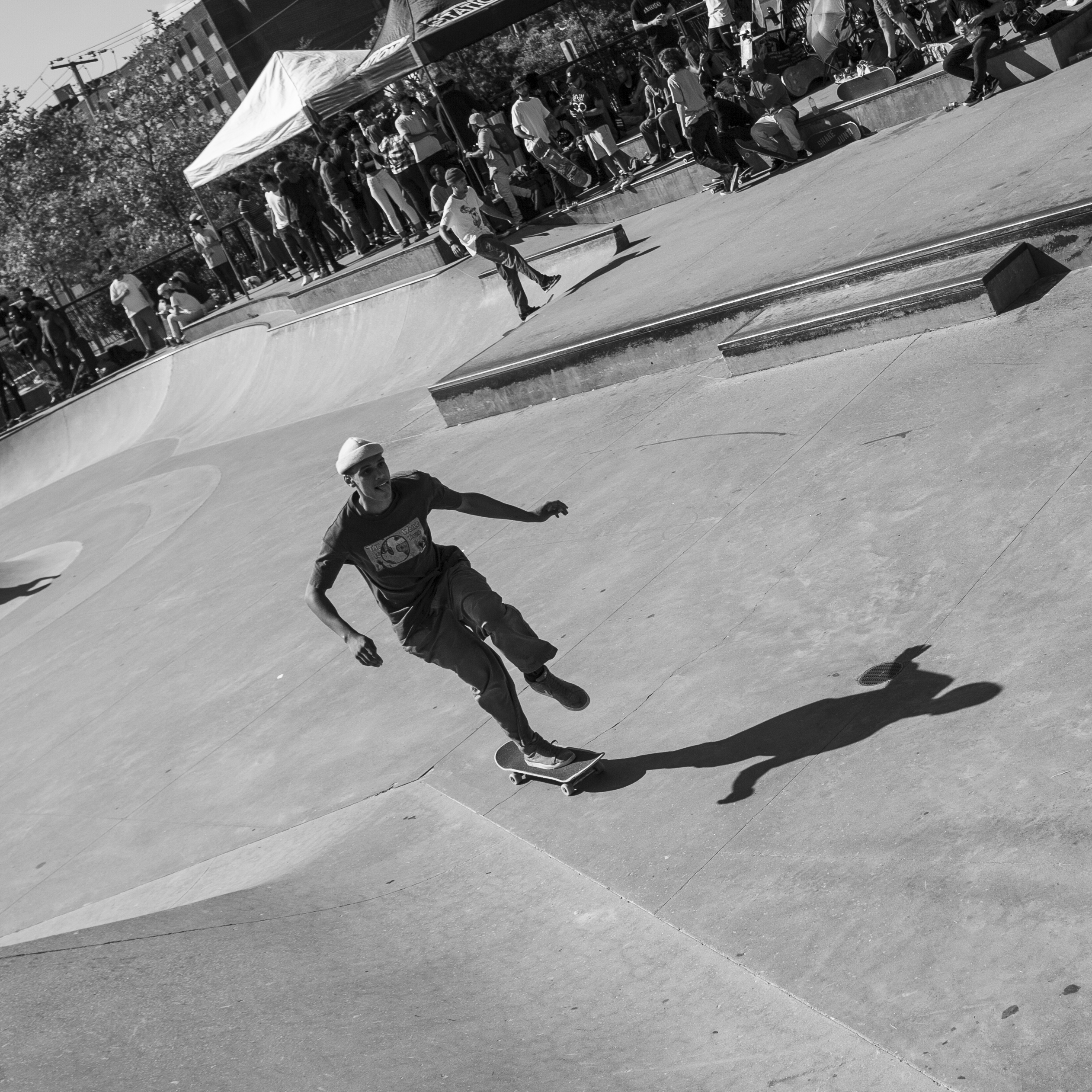
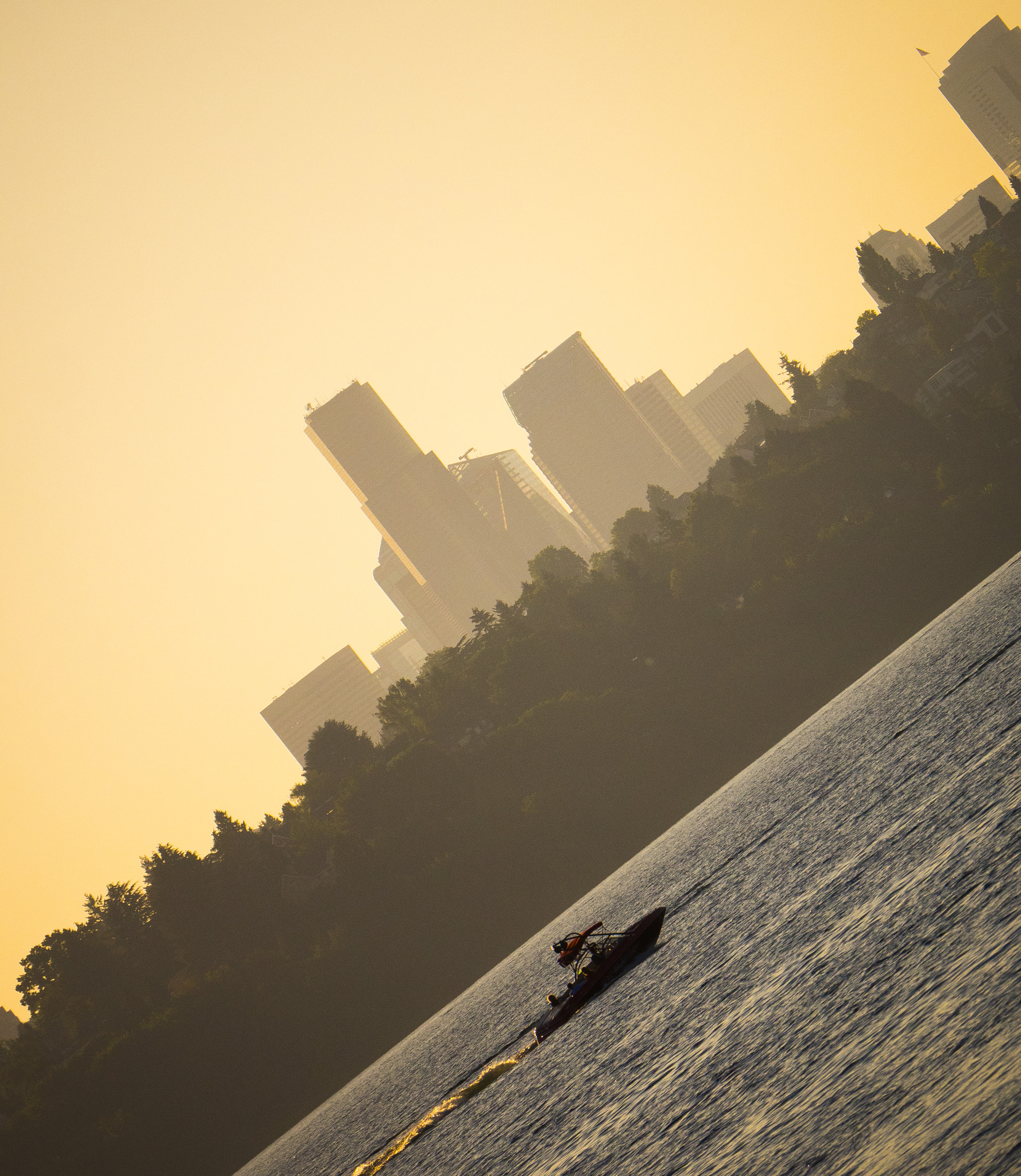
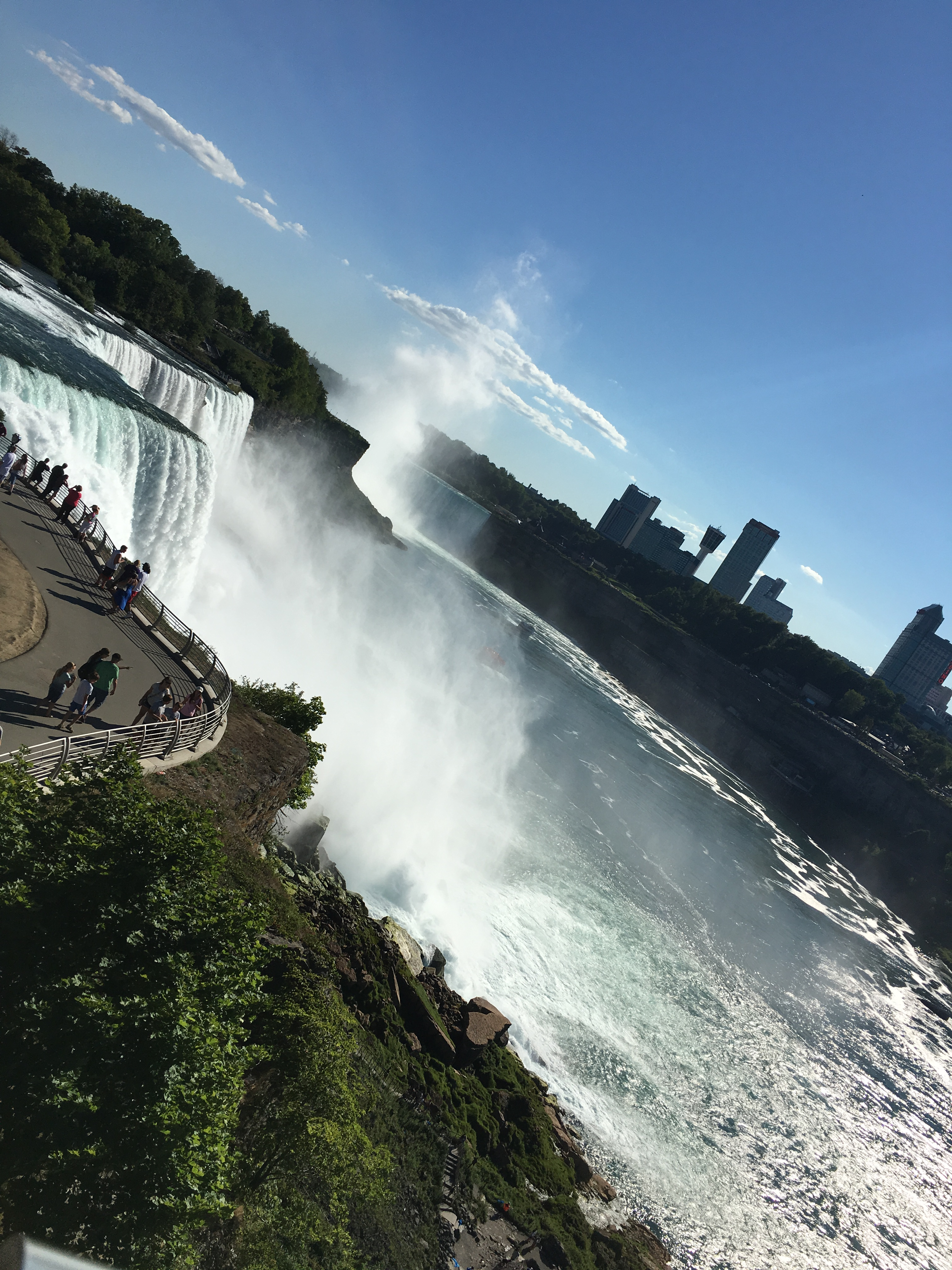
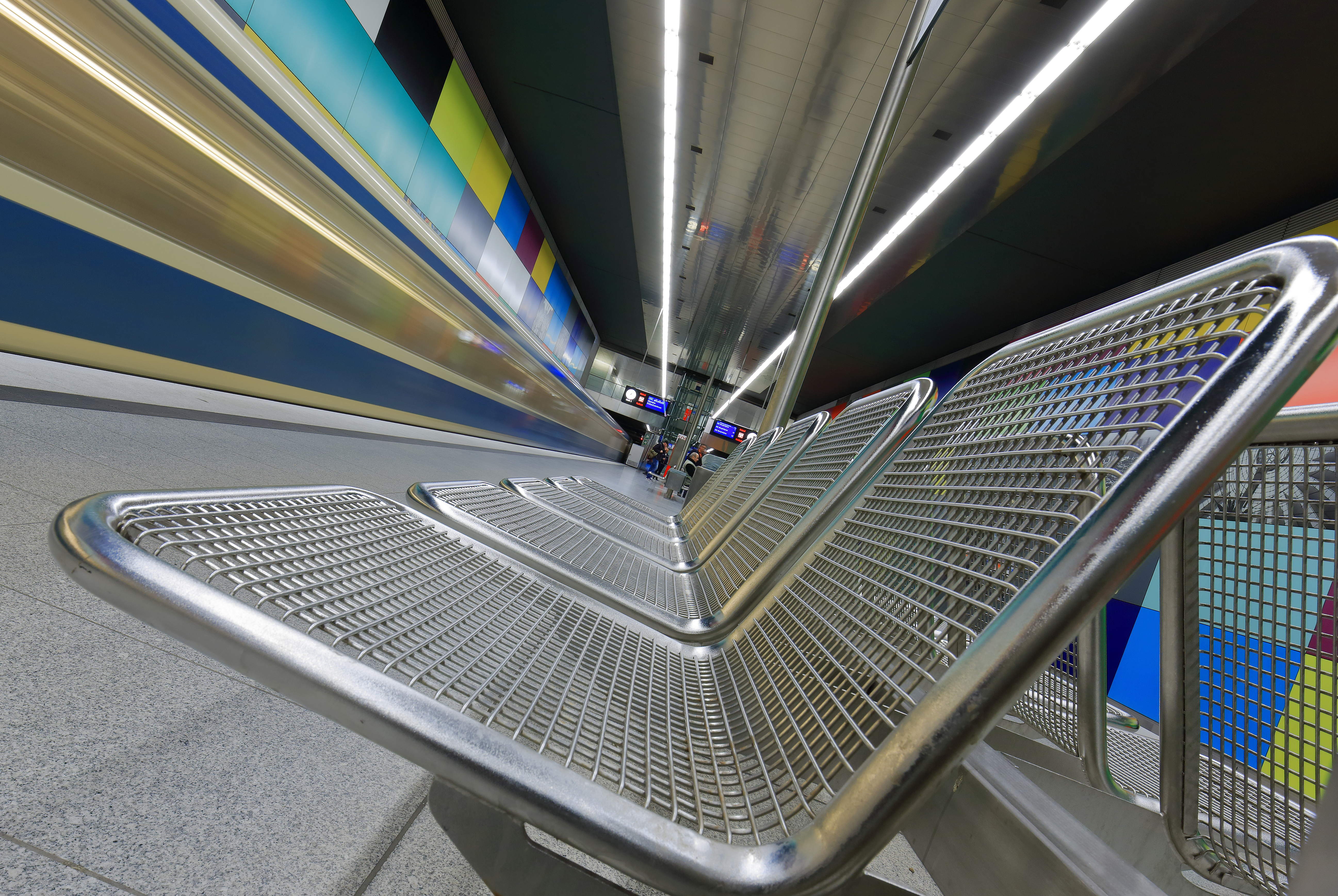
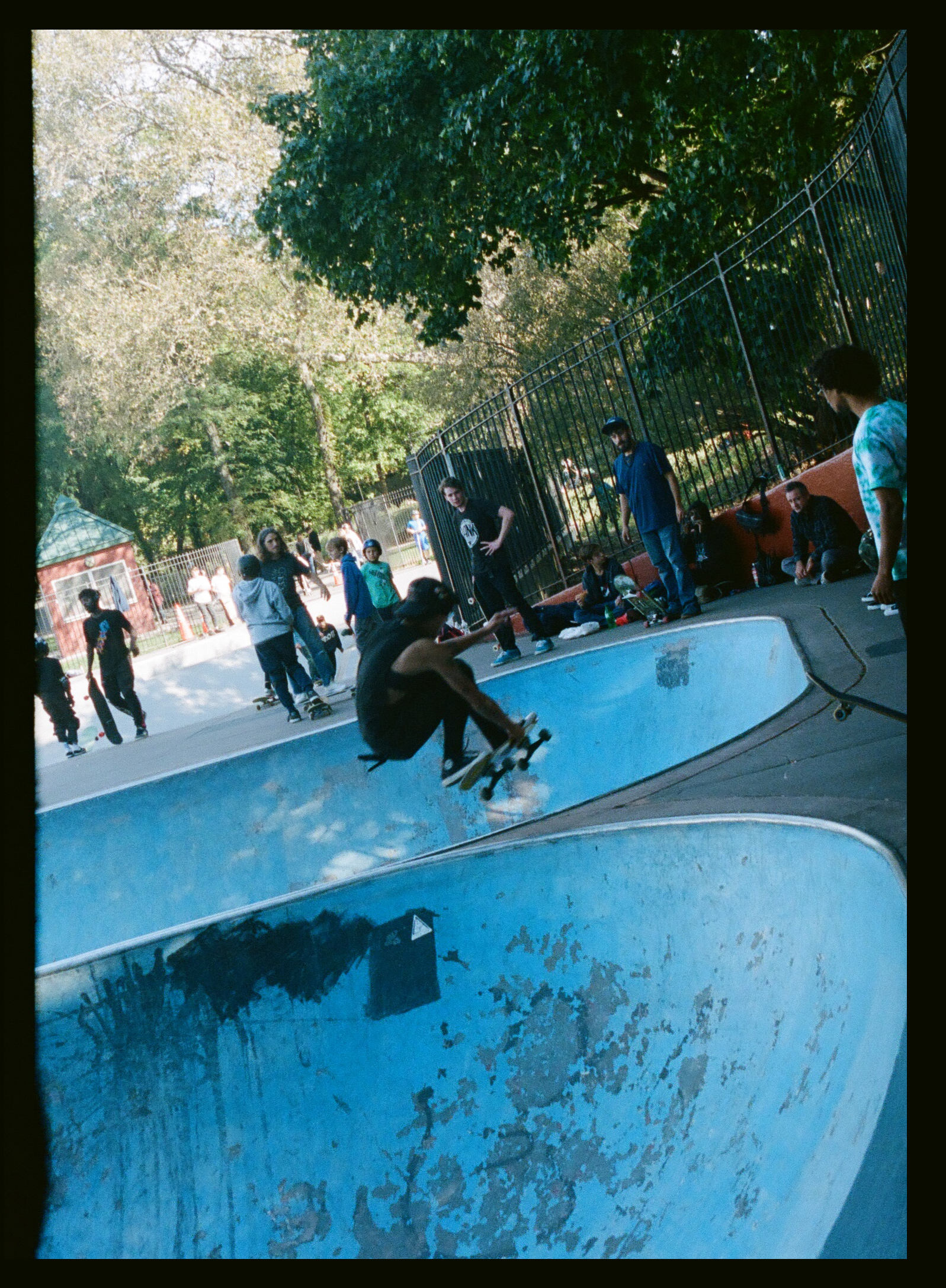
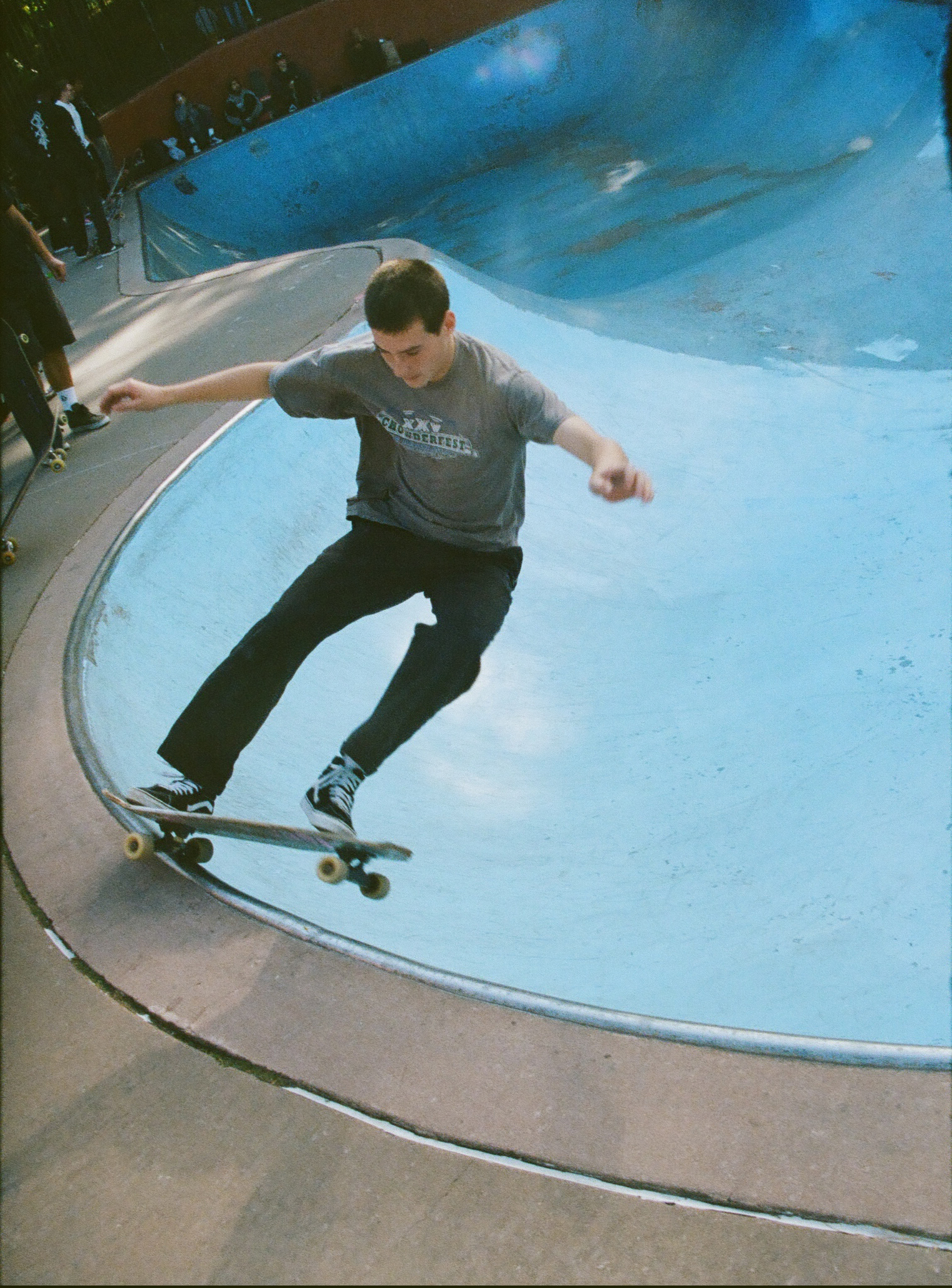
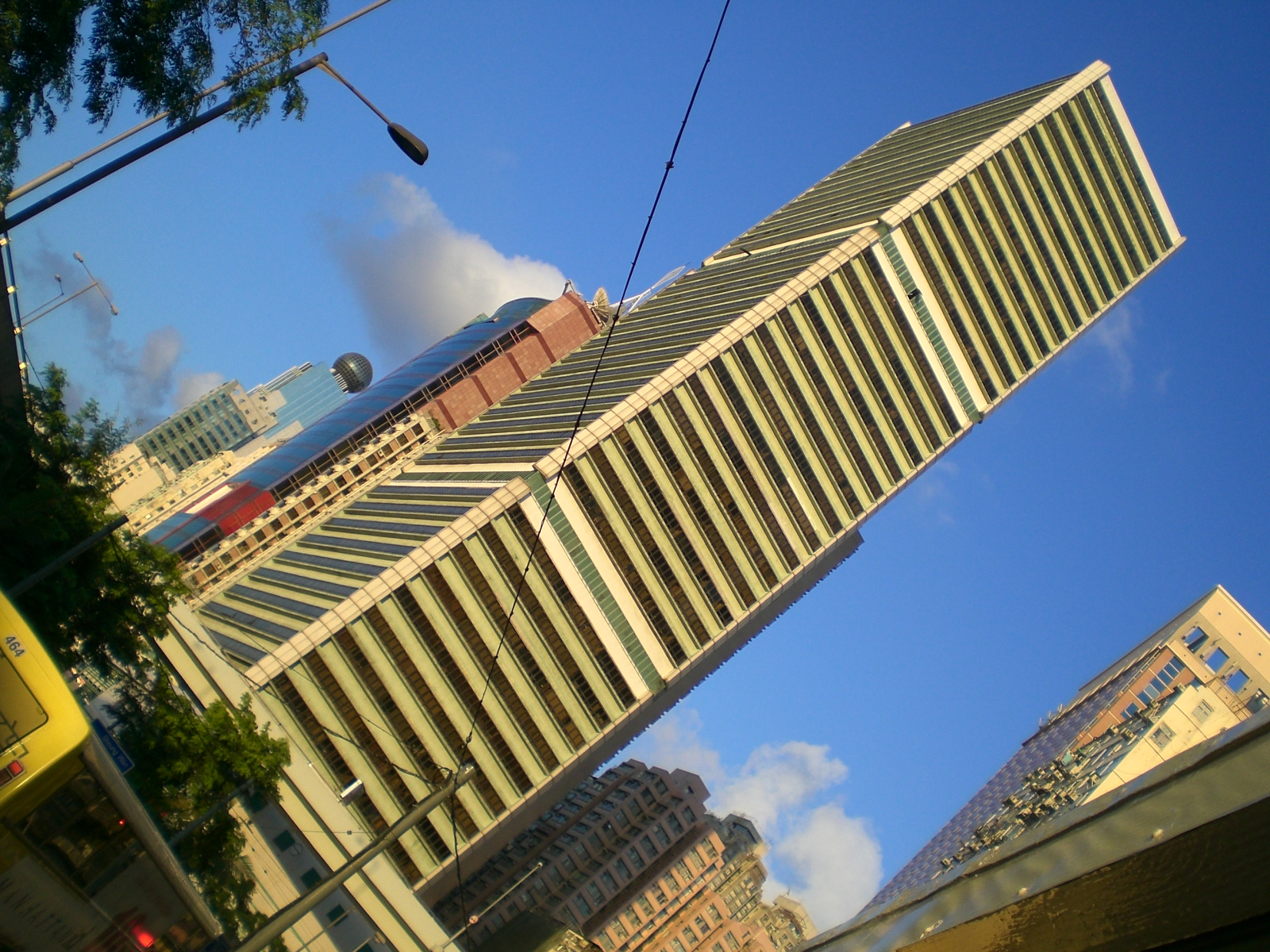
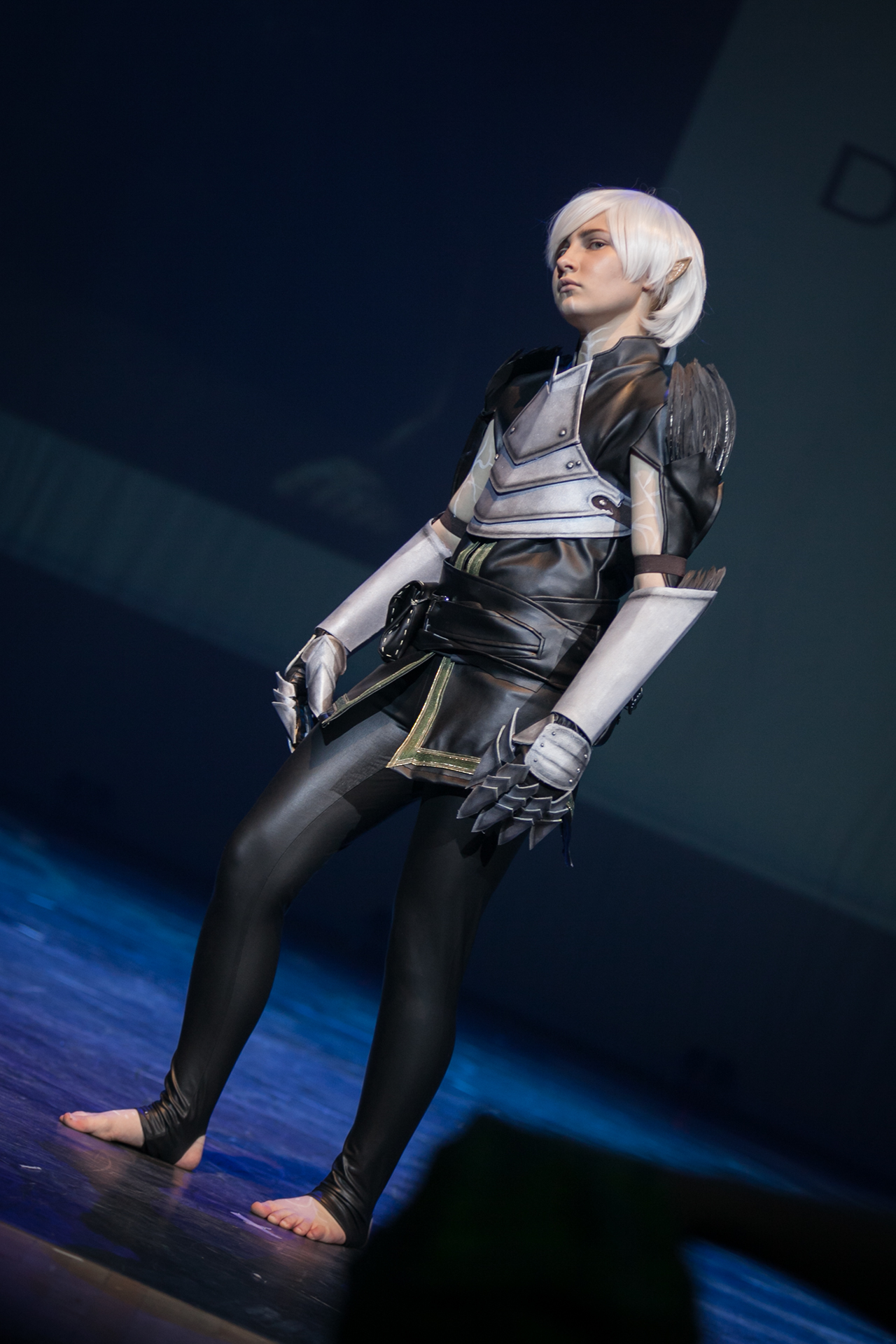
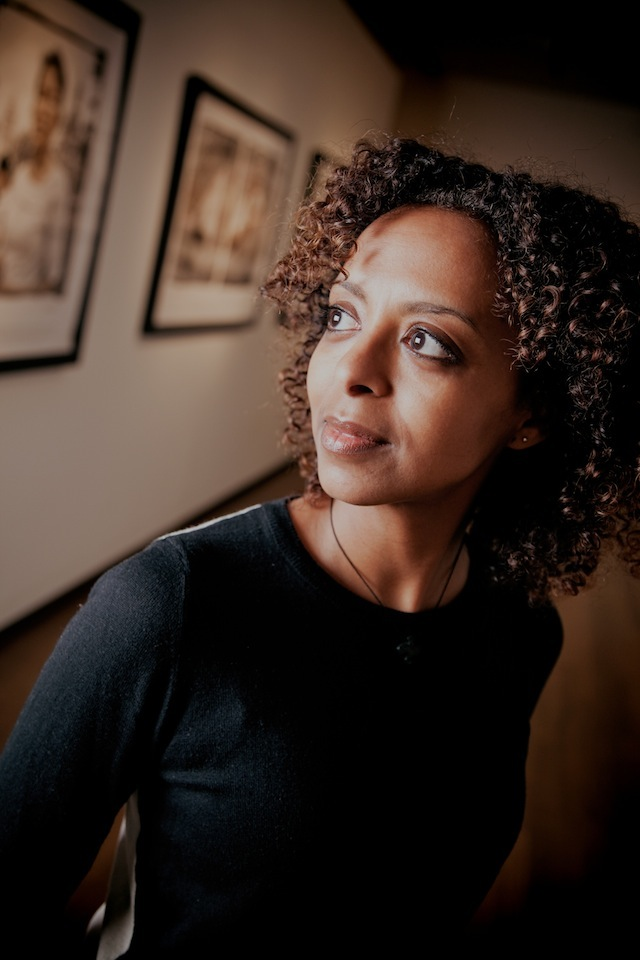